# Диамант (волейбольный клуб)
«Диамант» — украинский мужской волейбольный клуб из Одессы. В 2011 году прекратил своё существование.

## Достижения
- Серебряный призёр чемпионата СССР 1961.
- Трёхкратный бронзовый призёр союзных первенств — 1954, 1955, 1957.
- Обладатель Кубка СССР — 1976.
- Финалист Кубка СССР — 1974.
- Семикратный чемпион УССР — 1954, 1955(весна), 1955(зима), 1957(весна), 1957(зима), 1962, 1964.
- Двухкратным обладатель Кубка УССР — 1957, 1962
- Трёхкратный чемпион Украины — 1997, 1998, 1999.
- Двукратный серебряный призёр чемпионатов Украины — 1996, 2000.
- Двукратный бронзовый призёр чемпионатов Украины — 1993, 1994.
- Обладатель Кубка Украины — 1996.
- Неоднократный участник Кубка европейских чемпионов, Кубка обладателей кубков и Кубка ЕКВ.

## История
В 1927 году была образована мужская волейбольная команда «Спартак» (Одесса). В 1928 она приняла участие в первом чемпионате УССР, а в 1946 году дебютировала в чемпионате СССР, после чего перешла под патронаж Одесского медицинского института и переименована в «Медик». В 1949 году команда вновь сменила название («Наука») и в 1954 году завоевала первые для Одессы медали в игровых видах спорта, став бронзовым призёром чемпионата СССР. В 1955 и 1957 гг. бронзовый успех команда повторила под названием «Буревестник», а в 1961 году завоевала серебро первенства СССР, что является наивысшим достижением для мужского клубного волейбола Одессы в чемпионатах СССР.
Возглавлял одесситов Александр Дюжев, воспитавший целую плеяду заслуженных мастеров спорта СССР, олимпийских чемпионов, победителей чемпионата мира и Европы.
В 1972 году команда перешла под управление Одесского технологического института им. Ломоносова и под названием «ОдТИЛ» выступала в чемпионате страны до 1975 года включительно, после чего была передана в ведомство треста «Черноморгидрострой» (ЧГС), под эгидой которого в 1976 году завоевала Кубок СССР.
В 1979 году команда вновь сменила «собственника», до 1991 года включительно став волейбольным флагманом Одесского политехнического института под названием «Политехник».
Сразу после распада СССР команда снова сменила «порт прописки», перейдя под юрисдикцию Одесского автосборочного завода. В 1993 году «Торпедо» завоевала свои первые (бронзовые) в истории независимой Украины медали чемпионата страны, а с 1998 года, уже под знамёнами «Облавтодора» и лично его председателя Анатолия Фёдоровича Чукана, заняла ведущее место в мужском волейболе Украины (и опять под новым названием — «Дорожник-СКА»), трижды выиграв национальное первенство. За команду в эти годы выступали Игорь Зайцев, Станислав Боевых, Геннадий Наложный, Юрий Мельничук, Андрей Спиц, Александр Александров, Вячеслав Нирка, Евгений Нирка, Владимир Дорош, Даниил Константинов, Олег Белинский, Андрей Ткаченко, Александр Подтынченко, Сергей Пересунчак, Вячеслав Гулин, Владимир Татаринцев, а тренировал коллектив один из самых титулованных одесских волейболистов Виктор Михальчук.
В настоящее время одесский мужской волейбол переживает непростые времена. Команда снова несколько раз меняла названия и юридические адреса, и была вынуждена сначала бороться за выживание в украинской Суперлиге, а затем и в низших дивизионах. В сезоне-2010/11 «Диамант» выступал в высшей лиге Украины и занял 6-е место.
В августе 2011 года стало известно, что мужская волейбольная команда Одессы из-за отсутствия финансирования не будет участвовать в соревнованиях чемпионата Украины-2011/12 ни в одной из лиг.

## История наименований
- 1927—1946 — «Спартак»
- 1948 — «Медик»
- 1949—1954 — «Наука»
- 1955—1972 — «Буревестник»
- 1972—1975 — «ОдТИЛ»
- 1976—1978 — «ЧГС» («Черноморгидрострой»)
- 1979—1991 — «Политехник»
- 1992—1995 — «Торпедо»
- 1995—2000 — «Дорожник-СКА»
- 2000—2005 — «Фемида»
- 2005—2006 — «Динамо-Фемида»
- 2006—2008 — МВК «Одесса»
- 2008—2009 — МВК «Одесса-Диамант»
- 2009—2010 — МВК «Одесса»
- 2010—2011 — «Диамант»

## Волейболисты клуба в сборной СССР
В составе сборной СССР выступали 8 волейболистов «Буревестника», ОдТИЛ, ЧГС, «Политехника», становившихся победителями и призёрами Олимпийских игр, чемпионатов мира и Европы:
- Анатолий Закржевский — бронзовый призёр чемпионата мира 1956, бронзовый призёр чемпионата Европы 1958, капитан сборной СССР 50-х гг.;
- Евгений Лапинский — олимпийский чемпион 1968, бронзовый призёр Олимпийских игр 1972, чемпион Европы (1967, 1971), лучший волейболист Одессы XX века;
- Виктор Михальчук — олимпийский чемпион 1968, чемпион Европы 1967, обладатель Кубка мира 1965;
- Георгий Мондзолевский — бронзовый призёр чемпионата мира 1956 (в качестве игрока московского ЦСКА становился олимпийским чемпионом — 1964, 1968; чемпионом Европы 1967 и бронзовым призёром чемпионата Европы 1963);
- Эдуард Сибиряков — олимпийский чемпион 1964 (1968 — в составе московского ЦСКА), чемпион мира 1962, победитель Кубка мира 1965;
- Александр Сороколет — чемпион мира 1982, серебряный призёр чемпионата мира 1986 (в качестве игрока московского ЦСКА в 1988 году стал серебряным призёром Олимпийских игр);
- Олег Смугилёв — чемпион мира 1982;
- Эдуард Унгурс — бронзовый призёр чемпионата мира 1956.

## Результаты выступлений

### Чемпионат СССР
| - 1946 — класс А, 11-е место - 1948 — класс А, 9-е место - 1949 — класс А, 12-е место - 1951 — класс А, 8-е место - 1953 — класс А, 7-е место - 1954 — класс А, 3-е место - 1955 — класс А, 3-е место - 1956 — зимние соревнования, 4-е место - 1957 — класс А, 3-е место - 1958 — класс А, 4-е место - 1959 — зимние соревнования, 4-е место - 1960 — класс А, 4-е место - 1961 — класс А, 2-е место - 1961/62 — класс А, 5-е место - 1963 — зимние соревнования, 13-е место | - 1964 — зимние соревнования, 12-е место - 1965 — класс А, 5-е место - 1966 — класс А, 1 группа, 10-е место - 1967 — зимние соревнования, 11-е место - 1968 — класс А, 1 группа, 9-е место - 1968/69 — класс А, 1 группа, 9-е место - 1969/70 — класс А, 1 группа, 11-е место - 1971 — класс А, 1 группа, 7-е место - 1972 — класс А, высшая лига, 5-е место - 1973 — класс А, высшая лига, 6-е место - 1974 — высшая лига, 4-е место - 1975 — высшая лига, 8-е место - 1976 — высшая лига, 11-е место - 1977 — высшая лига, 10-е место - 1978 — высшая лига, 9-е место | - 1978/79 — высшая лига, 8-е место - 1979/80 — высшая лига, 6-е место - 1980/81 — высшая лига, 6-е место - 1982 — высшая лига, 8-е место - 1982/83 — высшая лига, 9-е место - 1983/84 — высшая лига, 8-е место - 1984/85 — высшая лига, 6-е место - 1985/86 — высшая лига, 11-е место - 1986/87 — первая лига, 4-е место - 1987/88 — первая лига, 3-е место - 1988/89 — первая лига, 1-е место - 1989/90 — высшая лига, 8-е место - 1990/91 — высшая лига, 12-е место - 1991/92 — чемпионат СНГ, первая лига, 5-е место |

### Чемпионат Украины
| - 1992 — высшая лига, 5-е место - 1992/93 — высшая лига, 3-е место - 1993/94 — высшая лига, 3-е место - 1994/95 — высшая лига, 4-е место - 1995/96 — высшая лига, 2-е место - 1996/97 — высшая лига, 1-е место - 1997/98 — высшая лига, 1-е место | - 1998/99 — высшая лига А, 1-е место - 1999/00 — Суперлига, 2-е место - 2000/01 — Суперлига, 6-е место - 2001/02 — Суперлига, 7-е место - 2002/03 — Суперлига, 6-е место - 2003/04 — Суперлига, 8-е место - 2004/05 — Суперлига, 8-е место | - 2005/06 — высшая лига А, 11-е место - 2006/07 — первая лига, 4-е место - 2007/08 — высшая лига Б, 1-е место - 2008/09 — высшая лига А, 4-е место - 2009/10 — высшая лига, 7-е место - 2010/11 — высшая лига, 6-е место |

### Еврокубки
| - 1993/94 — Кубок ЕКВ, 3 раунд - 1994/95 — Кубок ЕКВ, 1 раунд - 1995/96 — Кубок ЕКВ, группа 10 | - 1996/97 — Кубок кубков, группа - 1997/98 — Кубок чемпионов, 1 раунд - 1997/98 — Кубок ЕКВ, 1/8 финала | - 1998/99 — Кубок чемпионов, 1 раунд - 1998/99 — Кубок ЕКВ, группа 7 - 1999/00 — Кубок чемпионов, 2 раунд |

### Кубок СССР
* 1974 — Кубок СССР,  2-е место

 * 1976 — Кубок СССР,  1-е место

 * 1978 — Кубок СССР,  3-е место
 ----

### Кубок Украины
- 1995/96 — Кубок Украины,  1-е место
- 1996/97 — Кубок Украины,  3-е место

|  |